# Overlord (regénysorozat)
Az Overlord (オーバーロード; Hepburn: Óbáródo) japán light novel regénysorozat Marujama Kugane tollából, so-bin illusztrációival. 2010-ben jelent meg először webregény formájában az „Arcadia”, majd 2011-től a Sószecuka ni Naró nevű online irodalmi műhelyen. A Kadokawa Shoten alá tartozó Enterbrain vásárolta fel a jogokat egy évvel később, megkezdve a light novel sorozat publikálását. 2025 májusáig tizenhat kötet és több melléktörténet jelent meg nyomtatásban.
Ósio Szatosi mangaadaptációja 2014 novemberétől kezdte havi megjelenését a Comp Ace mangamagazinban. Az animeadaptáció három évadát a Madhouse stúdió készítette, mindegyik évad 13 epizódból áll. Az első évadot 2015 nyarán sugározták. 2017 elején két anime film is megjelent, amelyek az első évad eseményeit dolgozták fel. A második évad és harmadik évad 2018-ban készült el. A negyedik évadról még nem adott hírt a stúdió.

## Cselekmény
2126-ban kiadtak Japánban egy Yggdrasil nevű DMMORPG-t (Dive Massively Multiplayer Online Role-Playing Game), amely a játékosoknak nyújtott nagy szabadsága miatt felkapottá vált. Tizenkét év után azonban úgy döntöttek, hogy lekapcsolják a szervereket. A játékon belül létezett egy 41 tagú céh, aminek Ainz Ooal Gown volt a neve. Az alacsony létszám ellenére is a legjobb céhek között tartották őket számon. Mostanra azonban már csak négy tag maradt, harmincheten végleg otthagyták a játékot. Négyük közül is csak Momonga (valódi nevén Szuzuki Szatoru), az őslich céhvezér maradt aktív. Ő tartotta rendben a főhadiszállásukat, Nazarick Hatalmas Földalatti Sírhelyét. A szerver lekapcsolását megelőző este csak egy tag tudott eljönni a játékbeli találkozóra. Ez ugyan elszomorította, de tudta, hogy barátainak sok a valóéletbeli teendője. Ezek után úgy döntött, hogy éjfélig, a szerver lekapcsolásáig bent marad a játékban.
Azonban éjfélkor mégsem zárult le a játék. Helyette úgy tűnt, hogy az Yggdrasil átkerült egy másik világba, az NJK-k (nem játszható karakterek) megelevenedtek, Szuzuki Szatoru pedig csapdába esett saját karaktere testében. Mivel nem tudott kilépni és az adminisztrátorokat sem érte el, főhősünk más játékosok keresésére indult, akik hozzá hasonlóan jártak. Felvéve az Ainz Ooal Gown nevet, amely bármely játékosnak ismerős lehet, elkezdte felfedezni a világot, figyelve Nazarick biztonságára. Közben pedig a hirtelen öntudatra ébredt NJK-kkal is kezdenie kellett valamit.

## Fontosabb szereplők
Ainz Ooal Gown/Momonga
Szinkronhang: Hino Szatosi
Titulus: Legerősebb mágus csontváz kinézettel
A mű főhőse. A valóságban irodai munkásként dolgozott egy cégnél Szuzuki Szatoruként, azonban a játékban ő volt Momonga, a Halál Ura. A hűbérúr (overlord) a legerősebb élőholt kaszt volt, és akik meg tudták szerezni, kiérdemelték a "Démonkirály" titulust. Csontváz kinézete van, szemgödreiben vörös fény pulzál. A valóságban magányosan élt család, élettárs és barátok nélkül (anyja karósi áldozata lett), így miután megtudta, hogy egy másik világba került, nem akart többé visszatérni a régi életébe.
A játékban Momongaként ismerték, de az új világban a céh nevét vette fel, mert ezt a játékosok jobban ismerték, és így nagyobb volt a kapcsolat felvétel esélye. Ő általában egy nagylelkű személy, aki megveti az értelmetlen erőszakot, és megment másokat, ha az megéri számára. És bár az NJK-k és az új világ lakói egy kíméletlen élőholtat látnak benne, belül mégis ember maradt. Az NJK-kra úgy tekint, mint egykori céhtársai gyermekeire, ezért az ő boldogságuk mindennél többet jelent számára. Így ha valaki bántani meri őket, akkor az ő haragjával kell szembenézniük.
Albedo
Szinkronhang: Hara Jumi
Titulus: Vakító fehérség gondoskodó démona
Nazarickot őrző NJK-k vezetője. A játékban ő őrizte a tróntermet, de miután átkerültek az új világba, kapott saját szobát a kilencedik szinten. Hófehér ruhájával és fekete szárnyaival bukott angyalra emlékeztet a kinézete. Fején két szarv található, írisze aranyszínű, pupillája függőleges rés alakú. A megalkotója egy áskálódó, intrikus személynek tervezte meg, de ezek a személyiségjegyei háttérbe szorultak, miután Momonga hozzáadta a leírásához, hogy "Fülig szerelmes Momongába". Azóta a főhős iránti szerelme vezérli, és bármit megtenne, hogy megkaphassa. A többi NJK-val ellentétben ő nem érez hűséget a többi céhtag iránt, mert úgy gondolja, hogy elárulták Nazarickot, amikor végleg kiléptek a játékból. A történet folyamán már többször előfordult, hogy titokban átkozta őket, egyedül Momonga iránti hűsége maradt töretlen. Shalltear őt tekinti szerelmi riválisának.
Shalltear Bloodfallen
Szinkronhang: Ueszaka Szumire
Titulus: Vérszomjas valkűr
Az első három szint vámpír őrzője. A rezidenciája a második szinten található. Hosszú ezüstös haja, hófehér bőre és karmazsinvörös szemei vannak. Legtöbbször lolita divatú ruhákban jelenik meg, amihez elegáns viselkedés társul. Bár tizennégy évesnek néz ki, viselkedése meghazudtolja korát, és kettősséget kölcsönöz számára. Egy az egy elleni harcokban ő a legerősebb NJK, Momonga saját bevallása szerint még őt is felülmúlja Shalltear. Jellembeli kettősségét továbberősíti, hogy csata hevében aktiválódhat az "Őrjöngés" nevű képessége, aminek hatására elveszti a józan ítélőképességét.
Alkotója szeretett különös karaktereket kreálni, ezért adta hozzá Shalltear jellemvonásai mellé a nekrofil jelzőt is. Ennek hatására amint öntudatra ébredt, szerelmet kezdett táplálni Momonga iránt. Albedo őt tekinti szerelmi riválisának.
Kókütosz
Szinkronhang: Mijake Kenta
Titulus: A fagyott folyó ura
Az ötödik szint őre, ami egy óriási Gleccser. Lakhelye egy óriási hógolyó, ami ugyancsak ezen a szinten található. Cocytus egy két lábon járó kék páncélos inszektoid, aki körül mindig fagyos a levegő. Ez az aura és kinézete elrettentően hat ellenfeleire. Mind a négy kezében különböző fegyvereket tart, amelyek segítségével egyszerre akár túlerő ellen is megállja a helyét. Bár harcokban Shalltear a legjobb, Cocytus rendelkezik a "harcosok ösztönével", és képes felmérni ellenfele erejét.
Kinézete miatt a többi őrzővel ellentétben, akiket Momonga felderítésre küldött, az ő feladata továbbra is Nazarick védelme maradt. Majd egy nap esélyt kapott arra, hogy megmutassa mire képes, amikor őt bízták meg egy élőholt sereg vezetésével. A gyíkemberek azonban könnyedén elbántak a sereggel az erőkülönbség miatt, amit Cocytus teljes kudarcként élt meg. Momonga azonban nem büntette meg, helyette újabb esélyt adott neki, hogy bizonyíthassa rátermettségét, azt remélve, hogy így a személyisége is fejlődni fog. Ezután ő vált a gyíkember törzsek felügyelőjévé, amely munkát lelkiismeretesen el is látott.
Aura Bella Fiore
Szinkronhang: Kató Emiri
Titulus: Tapasztalt idomár mester
A hatodik, "Dzsungel" szintet őrző ikerpár lány tagja. A lakhelye egy hatalmas fa ugyanezen a szinten. Kinézetre egy tízéves sötét elfnek néz ki, de valójában már 76 éves. Heterokrómia miatt egyik szeme zöld, míg a másik kék. Az alkotója szerette a cross-dressinget, ezért Aura általában fiús ruhákban jelenik meg, és a jelleme is a tomboyokra hasonlít.
Bár párbajokban alulmarad a többi őrzővel szemben, de csapatharcokban messze felülmúlja őket. Idomárként több állatot és mitikus lényt gondoz, akik nagy segítséget jelentenek számára harcok során. A képességei is ilyen lények ellen specializálódtak, de mentális támadásai emberek ellen is használható. Bár ő az egyetlen női őrző Shalltear és Albedo mellett, utóbbi kettő mégsem tekinti vetélytársának, így nem is foglalkoznak vele igazán. Azonban amikor Momonga azt mondja, hogy kedveli Aurát, mindketten dühösek lesznek rá.
Mare Bello Fiore
Szinkronhang: Ucsijama Jumi
Titulus: A természet megbízhatatlan hírhozója
A hatodik, "Dzsungel" szintet őrző ikerpár fiú tagja. Mivel Aura ikertestvére, ezért kinézetre nehéz megkülönböztetni őket. Egyedül a ruhájuk alapján lehet különbséget tenni közöttük, ugyanis nővérével ellentétben ő lányos ruhákban jár. Emellett félénk, visszahúzódó természete miatt már többen valóban lánynak nézték. Aura emiatt sokszor zaklatja is, mert szerinte csak ő tehet arról, hogy mindenki lánynak nézi.
Míg Shalltear a legjobb közelharcos, addig Mare a legerősebb mágus Nazarickban, összességében pedig a második legerősebb őrző. Tucatnyi területi mágiájával sakkban tudja tartani ellenfeleit, vagy akár végezhet is velük. Ennek ellenére Momonga legtöbbször nem mágusként, hanem követként veszi hasznát. Az új világ államai nem érzik annyira feszélyezve magukat egy sötét elf jelenlétében, mint egy élőholtéban.
Démiurgosz
Szinkronhang: Kató Maszajuki
Titulus: Lángoló alkotó
A hetedik, "Láva" szint őrzője. Lakóhelye egy lángoló templom ugyanezen a szinten. Egy démon, akiről mindenki úgy tartja, hogy nincs nála bölcsebb Nazarickban. Egyedül Albedo ér a nyomába, ha intellektusról van szó. Ő felelős Nazarick külpolitikájáért,  az intrikákért és hírszerzésért. Emellett kísérleteket is végez különböző élőlényeken Nazarickon kívül, hogy minél többet megtudjanak az új világról, ahova kerültek. Bár a többi őrző is jelentéktelennek tekinti az embereket, ő egyenesen "birkákként" hivatkozik rájuk több alkalommal is.
Annak ellenére, hogy ő Nazarick géniusza, ő a leggyengébb őrző, ha csatára kerül a sor. Támadó és mágikus képességei is messze elmaradnak a többiek képességeitől, egyedül alakváltására és mentális támadásaira számíthat, bár gyengébb ellenfelekkel szemben gyakran használ tűzmágiát is. Éppen ezért ritkán vesz részt szemtől szembeni harcokban, sokkal jobban szeret meghúzódni a háttérben.

## Médiamegjelenések

### Light Novel
A Marujama Kugane által írt light novel sorozat 2010. május 9-én jelent meg először webregény formájában az Arcadia, majd 2011. augusztus 16-tól a Sószecuka ni Naró nevű online irodalmi műhelyen. A Kadokawa Shoten alá tartozó Enterbrain vásárolta fel a jogokat egy évvel később, megkezdve a light novel sorozat publikálását. 2019-ig tizenhárom kötet és több melléktörténet jelent meg nyomtatásban. 
| Kötet szám | Cím                                                                                          | Első megjelenés dátuma | Kiadás dátuma        | ISBN szám                                                          |
| ---------- | -------------------------------------------------------------------------------------------- | ---------------------- | -------------------- | ------------------------------------------------------------------ |
| 1          | Élőholt király Fusisa no Ó (不死者の王)                                                      | 2012. augusztus 10.    | 2012. július 30.     | ISBN 978-4-04-728152-3                                             |
| 2          | Sötét harcos Sikkoku no Szensi (漆黒の戦士)                                                  | 2012. december 12.     | 2012. november 30.   | ISBN 978-4-04-728451-7                                             |
| 3          | Véres valkűr Szenkecu no Ikusza Otome 鮮血の戦乙女                                           | 2013. április 11.      | 2013. március 30.    | ISBN 978-4-04-728689-4                                             |
| 4          | Gyíkember hősök Rizádoman no Júsatacsi (蜥蜴人の勇者たち)                                    | 2013. augusztus 12.    | 2013. július 31.     | ISBN 978-4-04-728953-6                                             |
| 4          | Gyíkember hősök Rizádoman no Júsatacsi (蜥蜴人の勇者たち)                                    | 2013. augusztus 12.    | 2013. július 31.     | ISBN 978-4-04-728954-3 （Különleges kiadás Dráma CD melléklettel） |
| 5          | A Királyság emberei (Első rész) Ókoku no Otokotacsi (Dzsó) (王国の漢たち [上])               | 2014. január 09.       | 2013. december 28.   | ISBN 978-4-04-729259-8                                             |
| 6          | A Királyság emberei (Második rész) Ókoku no Otokotacsi (Ge) (王国の漢たち [下])              | 2014. február 12.      | 2014. január 31.     | ISBN 978-4-04-729356-4                                             |
| 6          | A Királyság emberei (Második rész) Ókoku no Otokotacsi (Ge) (王国の漢たち [下])              | 2014. február 12.      | 2014. január 31.     | ISBN 978-4-04-729357-1 （Különleges kiadás Dráma CD melléklettel） |
| 7          | A hatalmas sírhely megszállói Daifunbo no Sinnjúsa (大墳墓の侵入者)                          | 2014. szeptember 11.   | 2014, augusztus 30.  | ISBN 978-4-04-729809-5                                             |
| 8          | Két uralkodó Futari no Sidósa (二人の指導者)                                                 | 2015. január 07.       | 2014. december 26.   | ISBN 978-4-04-730084-2                                             |
| 9          | A pusztítás mágusa Hagun no Mahóejsósa (破軍の魔法詠唱者)                                    | 2015. július 10.       | 2015. június 29.     | ISBN 978-4-04-730473-4                                             |
| 10         | Az összeesküvés ura Bórjaku no Tócsisa (謀略の統治者)                                        | 2016. május 30.        | 2016. május 30.      | ISBN 978-4-04-734089-3                                             |
| 11         | Törp mesteremberek Dowáfu no Kósó (山小人の工匠)                                             | 2016. szeptember 30.   | 2016. szeptember 30. | ISBN 978-4-04-734230-9                                             |
| 11         | Törp mesteremberek Dowáfu no Kósó (山小人の工匠)                                             | 2016. szeptember 30.   | 2016. szeptember 30. | ISBN 978-4-04-734231-6 （Különleges kiadás Blu-ray melléklettel）  |
| 12         | A Szent Királyság paplovagja (Első rész) Szeiókoku no Szeikisi (Dzsó) (聖王国の聖騎士 [上])  | 2017. szeptember 30.   | 2017. szeptember 30. | ISBN 978-4-04-734845-5                                             |
| 13         | A Szent Királyság paplovagja (Második rész) Szeiókoku no Szeikisi (Ge) (聖王国の聖騎士 [下]) | 2018. április 27.      | 2018. április 27.    | ISBN 978-4-04-734947-6                                             |

### Manga

#### Overlord
A mangaadaptáció Ósio Szatosi munkája, és Mijama Hugin illusztrálta. A sorozat a Kadokawa Shotenhez tartozó Comp Ace című magazinban jelenik meg 2014. November 26. óta. Ez a manga a könyv cselekményét adaptálta képregény formájában. 
| Kötet szám | Kiadás dátuma       | ISBN szám              |
| ---------- | ------------------- | ---------------------- |
| 1          | 2015. június 26.    | ISBN 978-4-04-103071-4 |
| 2          | 2015. július 25.    | ISBN 978-4-04-103072-1 |
| 3          | 2015. december 26.  | ISBN 978-4-04-103857-4 |
| 4          | 2016. június 25.    | ISBN 978-4-04-104399-8 |
| 5          | 2016. augusztus 26. | ISBN 978-4-04-104400-1 |
| 6          | 2016. december 26   | ISBN 978-4-04-104679-1 |
| 7          | 2017. május 24.     | ISBN 978-4-04-105764-3 |
| 8          | 2017. december 26.  | ISBN 978-4-04-106389-7 |
| 9          | 2018. április 26.   | ISBN 978-4-04-106390-3 |
| 10         | 2018. július 26.    | ISBN 978-4-04-107168-7 |
| 11         | 2019. február 26.   | ISBN 978-4-04-107896-9 |

#### Overlord: Fusisa no Oh!
Egy komikus 4-koma mangasorozat, amely Nazarick életéből mutat epizodikus jeleneteket. A történetet Marujama Kugane írja, Dzsúami pedig az illusztrációkat készíti. 
| Kötet szám | Kiadás dátuma     | ISBN szám              |
| ---------- | ----------------- | ---------------------- |
| 1          | 2018. január 10.  | ISBN 978-4-04-106385-9 |
| 2          | 2018. február 10. | ISBN 978-4-04-106386-6 |
| 3          | 2018. július 26.  | ISBN 978-4-04-107170-0 |
| 4          | 2019. február 26. | ISBN 978-4-04-107898-3 |

#### Overlord A la Carte
Az Overlord: Fusisa no Oh!-hoz hasonlóan ez is egy humoros manga, de minden fejezetet más-más Comp Ace-nél publikáló mangaka illusztrált.
| Kötet szám | Kiadás dátuma     | ISBN szám              |
| ---------- | ----------------- | ---------------------- |
| 1          | 2018. január 10.  | ISBN 978-4-04-106376-7 |
| 2          | 2018. április 26. | ISBN 978-4-04-106972-1 |
| 3          | 2018. július 26.  | ISBN 978-4-04-107169-4 |

### Anime

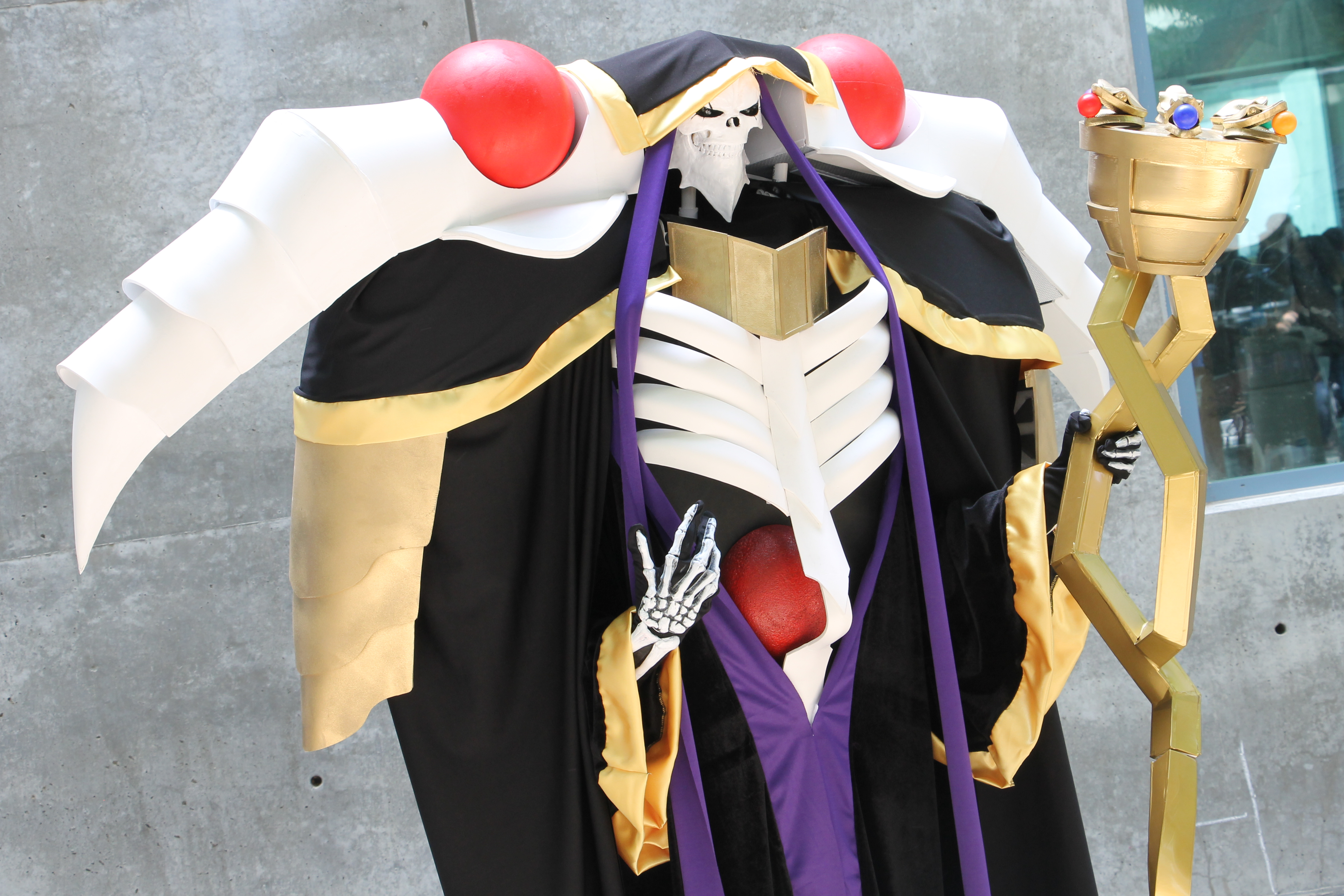
Ainz Ooal Gownnak öltözött cosplayes

Az animeadaptáció három évadát a Madhouse stúdió készítette, mindegyik évad 13 epizódból áll. Az első évadot 2015. július 7-től szeptember 29-ig sugározták. Ennek az évadnak a nyitó főcímdala a "Clattanoia" volt, az OxT előadásában, a végefőcímdalt pedig a Myth & Roid énekelte, ennek "LLL" volt a címe.  2017. február 25-én és március 11-én két anime film is megjelent, amelyek az első évad eseményeit dolgozták fel. Mindegyik kapott egy-egy főcímdalt, az első címe "Crazy Scary Holy Fantasy" volt a Myth & Roidtól, másodiké pedig "Laughter Slaughter" az OxT-től.
A második évad 2018. január 9-étől április 3-ig, a harmadik évad pedig ugyanebben az évben július 10. és október 8. között futott. Ahogyan az előző évadok esetében, úgy itt is a Myth & Roid és az OxT szolgáltatta a főcímdalokat.
Emellett minden évaddal párhuzamosan megjelent egy rövid, humoros csibi évad Ple Ple Pleiades címmel, amelynek csak a kezdő és végpontja egyezett az fősorozat történéseivel.
2019. április 9-én pedig elkezdtek sugározni egy Isekai Quartet című csibi crossover animét, amelyben az Overlord szereplői egy másik világba kerülnek három másik light novel sorozat szereplőivel együtt.